# Armée Vlassov
Pour les articles homonymes, voir Roa et Armée de libération.
L'Armée de libération russe (en russe : Русская освободительная армия, Rouskaïa osvoboditelnaïa armia), abrégé ROA et également connue sous le nom d'armée Vlassov, était une formation militaire de volontaires russes armés par la Wehrmacht durant la Seconde Guerre mondiale. Cette armée, faisant partie des légions de l'Est, fut organisée par l’ancien général de l’Armée rouge Andreï Vlassov, qui tentait ainsi d’unifier tous les Russes contre le régime bolchevique de l’Union soviétique. Parmi les volontaires se trouvaient un grand nombre de prisonniers de guerre soviétiques, des Ostarbeiter (travailleurs de l’Est), et des émigrés « russes blancs » (dont des vétérans de l’Armée blanche anticommuniste ayant participé à la guerre civile russe). Le 14 novembre 1944, ses troupes furent officiellement renommées Forces armées du comité de libération des peuples russes (VS-KONR).

## Origines

Drapeau de l'Armée de libération russe de 1944 à 1945.

Quelques mois après le déclenchement de l’opération Barbarossa, des volontaires russes qui s’étaient engagés de manière isolée dans la Wehrmacht portaient un écusson à leur bras, faisant mention de leur appartenance à l’Armée de libération de la Russie, armée qui n’existait pas en réalité, mais qui était présentée comme une réalité par la propagande allemande. Ces volontaires (les Hiwis, soit dans le jargon militaire allemand les Hilfswilliger, « désireux d’aider » ou auxiliaires volontaires) n’étaient pas contrôlés par Vlassov ; ils étaient uniquement sous commandement allemand, accomplissant des tâches variées autres que le combat. Bientôt, des commandants allemands commencèrent à en faire de petites unités armées, utilisées tout d’abord pour combattre les partisans soviétiques.

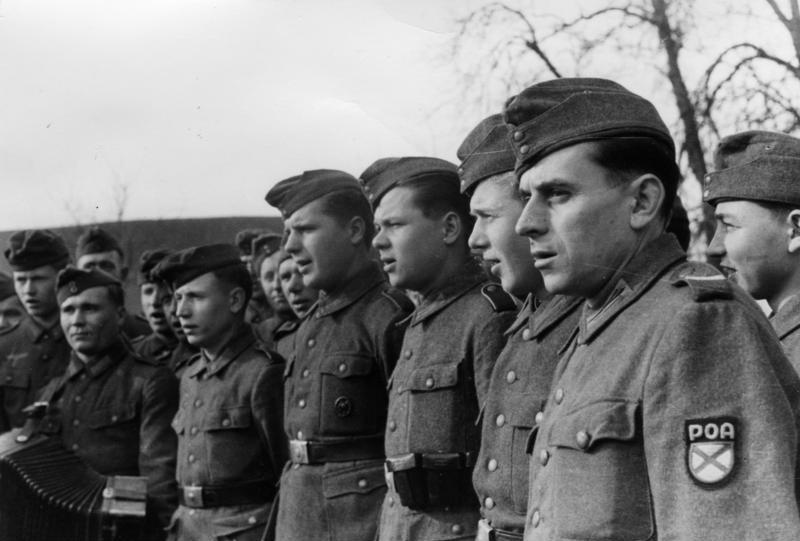
À l'Ouest, volontaires de l'armée Vlassov.

Adolf Hitler accepta l’idée d’une armée de libération de la Russie afin qu’elle soit utilisée à des fins de propagande, tant qu’aucune formation armée ne serait réellement constituée. De ce fait, certains soldats de l’Armée rouge se rendirent ou firent défection avec l’espoir de joindre une armée qui n’existait pas en réalité. Pendant ce temps, le général Vlassov, en collaboration avec ses partisans allemands et russes, faisait désespérément pression sur le haut-commandement allemand en espérant son feu vert pour la formation d’une véritable unité armée, exclusivement sous commandement russe. L’état-major de Hitler rejeta à plusieurs reprises violemment ces demandes, refusant même simplement de considérer l’idée comme possible. Cependant, Vlassov et ses partisans pensaient pouvoir raisonner Hitler en lui démontrant que l'hostilité des habitants de l’URSS au régime en place rendait inutile la guerre. 
Quand Hitler prit connaissance du grand nombre de Russes et d’autres anciens civils soviétiques volontaires pour servir dans la Wehrmacht (un nombre estimé à presque un million), il s’inquiéta tout d’abord. Écoutant un faux rapport prétendant que ces unités n’étaient pas fiables et qu’elles désertaient pour se joindre aux partisans, Hitler ordonna leur transfert immédiat sur le front de l’Ouest. Réalisant l’effet catastrophique de cette saignée des effectifs présents sur le front de l’Est, de nombreux commandants allemands prirent des mesures volontairement floues afin d’éviter que leurs Hiwis ne soient transférés. Néanmoins, de nombreux volontaires russes furent affectés dans l’ouest de la France (Normandie, Bretagne). Ils étaient faiblement équipés, à l’image des unités de cavalerie légère, montées sur de petits chevaux mongols qui surprenaient les populations rurales. Nombre d’entre ces supplétifs étaient de service lorsque survint le Jour J en Normandie. Sans l’équipement ni la motivation nécessaires pour combattre les Alliés occidentaux, ils se trouvaient fortement susceptibles de se rendre à la moindre occasion. L’effet produit par ce transfert ordonné par Hitler fut donc l’inverse de celui qui était escompté. On rapporte néanmoins le cas de combats acharnés de certaines unités Osttruppen sur le front de Normandie, déclenchés par de mauvaises initiatives de la propagande alliée, promettant notamment un retour rapide des soldats en Union soviétique s’ils se rendaient.

## Formation de la ROA

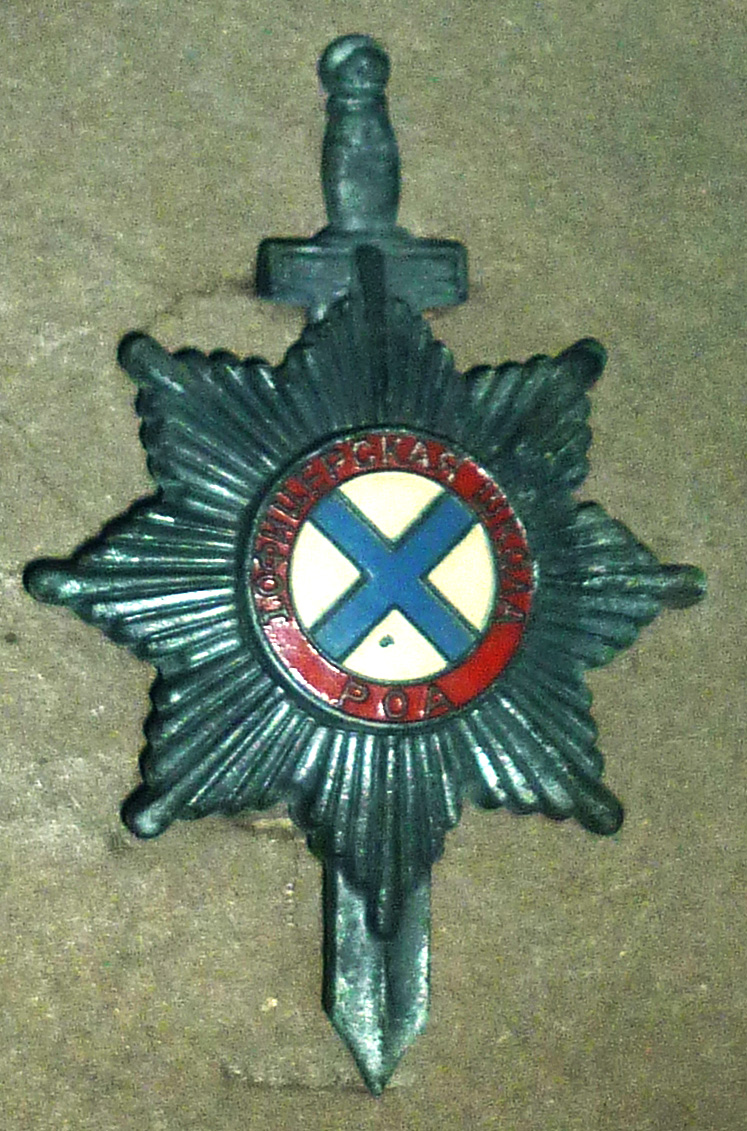
Insigne de la première école d'officiers de l'Armée de libération russe.

La ROA n’eut pas d’existence officielle avant l’automne 1944, après que Heinrich Himmler eut persuadé Hitler, très réticent, de permettre la formation de 10 divisions pour l’Armée de libération de la Russie (l’historiographie soviétique attribua faussement le nom de « Vlasovets » — soldat de Vlassov — à tous les Russes qui travaillèrent à quelque niveau que ce soit sous commandement allemand, qu’ils aient été Hiwis, dans les forces de police, le SD, la Gestapo, etc.).
Le 14 novembre à Prague, Vlassov présenta le Manifeste de Prague devant le Comité pour la libération des peuples de Russie nouvellement formé. Ce document posait les bases du combat à venir contre Staline, et énumérait 14 points démocratiques pour lesquels l’armée devait se battre. La volonté insistante des Allemands d’utiliser une rhétorique résolument antisémite dans le document fut habilement parée par le comité de Vlassov, qui fut toutefois contraint d’inclure un commentaire critiquant les Alliés occidentaux, les qualifiant de « ploutocraties » aidant Staline « dans sa conquête de l’Europe ».
Au total, 71 bataillons servirent sur le front de l’Est et 42 bataillons, résultant de la destruction de divisions allemandes, servirent en Belgique, Finlande, France, et en Italie. À la fin de la guerre, une seule division, la 1re division d’infanterie de la ROA (la 600e division d’infanterie allemande) avait été constituée, sous le commandement du général Sergueï Bouniatchenko. Elle prit brièvement part aux combats sur le front de l’Oder avant de changer de camp et d’aider les Tchèques à libérer Prague. Il semblerait qu’à la toute fin du conflit, malgré la méfiance des nazis et leur premier refus, cette division ait été dotée d’une unité aérienne de liaison mais aussi d’un soutien aérien d’assaut autonome formé par quelques appareils (on trouve la trace de cinq Junkers Ju-87 communément appelés « Stukas » de types divers notamment anti-chars G) aux mains de pilotes russes volontaires tirés de camps de prisonniers. Il semblerait qu’ils aient livré les derniers appareils en état à la résistance.
Une deuxième division, la 2e division d’infanterie de la ROA (la 650e DI allemande), était encore incomplète lorsqu’elle reçut son baptême du feu sous les ordres du général Grigori Méandrov. Quant à la 3e DI de la ROA (la 700e DI allemande), on commençait tout juste à la former. Elle devait être confiée au général Mikhaïl M. Chapovalov (ru). Différentes autres unités, comme le Corps russe, avaient d’ores et déjà accepté de devenir partie intégrante de l’armée Vlassov.
Le premier et unique combat que la ROA engagea contre l’Armée rouge se tint sur les bords du lac Oder, le 11 avril 1945, principalement dû au désir insistant de Himmler de connaître la fiabilité de l’armée. Après trois jours, la 1re division, en infériorité numérique, dut faire retraite. Aucune désertion en direction du camp soviétique ne fut constatée ; par ailleurs, plus de 300 soldats de l’Armée rouge se rendirent durant la bataille. Vlassov ordonna alors à la 1re DI de marcher vers le Sud afin de concentrer autour de lui toutes les forces anticommunistes qui lui étaient loyales. En tant qu’armée « au complet », pensait-il, ses forces auraient plus de chances de se rendre toutes ensemble aux Alliés en des termes « favorables » (pas de rapatriement). Vlassov envoya pour cela plusieurs délégations secrètes afin de négocier sa reddition aux Alliés occidentaux.

## Mutineries et reddition
La fin de la guerre étant imminente, la ROA commença à chercher activement des contacts avec les Alliés occidentaux, espérant qu’ils sympathiseraient à leur cause et peut-être même les utiliseraient dans une future guerre contre l’URSS. Pendant sa marche vers le sud, la 1re DI de la ROA apporta son aide aux insurgés tchèques durant l’insurrection de Prague contre l’occupation allemande, qui débuta le 5 mai 1945. La ROA combattit contre des unités de la Waffen-SS qui avaient été envoyées pour soumettre la ville. Les unités de la ROA, puissamment armées, brisèrent les assauts incessants des SS, et parvinrent avec les insurgés tchèques à préserver la majeure partie de Prague de la destruction. Du fait de la prédominance des communistes à la nouvelle Rada tchèque, la 1re DI dut quitter la ville dès le lendemain de sa libération. La ROA tenta ensuite de se rendre à la 3e armée américaine du général Patton.
Les Alliés avaient peu d’intérêts à aider ou à protéger la ROA, une telle initiative aurait au contraire gravement détérioré les relations avec l’allié soviétique. Peu après, Vlassov et la majeure partie de ses partisans furent capturés par les Soviétiques, ou extradés de force par les Alliés ; seule la principauté du Liechtenstein ignora les injonctions de l’URSS et permit à une centaine d'hommes d’émigrer en Argentine. Ces soldats de la ROA, qui parvinrent à s'extirper des zones contrôlées par les Alliés, échappèrent au sort des autres : la grande majorité des soldats russes ayant combattu sous uniforme allemand fut en effet envoyée au goulag ; les Soviétiques déclarèrent tous les Vlasovtsy (partisans de Vlassov) traîtres, et les exilèrent dans les terribles camps de travail de Sibérie, pour une durée de 10 ans au minimum. Ceux qui ne mouraient pas avant ces 10 ans voyaient évidemment leur peine continuellement se prolonger, avec des cas de Vlasovets encore présents dans les camps sous Brejnev, plusieurs décennies après la guerre. Vlassov et plusieurs autres dirigeants de la ROA furent jugés puis pendus à Moscou le 3 août 1946.
Au moins 95 % des soldats de l'armée de Vlassov, soit 50 000 Vlasovtsy, étaient morts en 1955. Déjà en 1944 et 1945, il y eut de nombreuses exécutions sommaires, en particulier lors de la prise de Berlin en avril et mai 1945, et lors de l'arrivée de l'Armée rouge à Prague après le 8 mai 1945. Dans les camps de Sibérie, leur mortalité fut sans doute la plus forte de tous les groupes d'internés. Il est difficile de quantifier le nombre de survivants, car ces derniers tenaient à rester anonymes pour ne pas être envoyés en URSS. Les États-Unis refusaient d'accorder l'asile à des migrants identifiés à l'armée de Vlassov, et ceux qui arrivèrent à fuir aux États-Unis le firent anonymement. Il n'y eut jamais d'amnistie pour les soldats de Vlassov ni en URSS, ni en Russie après la fin de l'Union Soviétique en 1991.    
Menacée de guerre par l'URSS, la Suède, pays neutre, où s'étaient réfugiés plusieurs centaines de soldats de Vlassov, fut contrainte de livrer ces réfugiés à l'URSS à la fin de l'année 1945. Quelques centaines de soldats de l'armée Vlassov arrivèrent à trouver discrètement asile au Liechtenstein et en Suisse en 1945. Ces deux pays, neutres, refusèrent d'extrader ces personnes, qui relevaient de l'asile politique,,.

## Monuments
À Prague, en 2019, Pavel Novotný (cs), maire du quartier de Řeporyje, provoque le mécontentement de l'ambassade de Russie lorsqu'il annonce vouloir ériger un monument en l'honneur de l'armée de Vlassov. Alors que les autorités russes les considèrent comme des criminels, il s'agit pour le maire d'honorer ces soldats qui, en passant du côté des insurgés tchécoslovaques durant l'insurrection de Prague, laissent selon lui « une image […] bien plus positive que les soldats de l’Armée rouge ». Pour Pavel Žáček (cs), ce sont moins les hommes politiques et les journalistes qui doivent s'exprimer au sujet de l’armée Vlassov que les historiens ; invitant la Russie à rendre accessibles ses archives de la Seconde Guerre mondiale.
Il existe déjà un mémorial en l'hommage aux soldats de l'armée de Vlassov au cimetière d'Olšany à Prague.